# 용융염
용융염(molten salt)은 상온에서 고체인 염을 가열하여 융해시킨 것이다.

## 활용
용융염 산화 과정은 유기물의 분해에 쓰인다. 용융염 전지는 용융염을 전극으로 사용한다.  에너지 저장 분야에서는 열에너지 저장에 쓰이기도 한다. 금속공학에서는 금속의 열처리나 화학적 처리에 쓰이기도 한다.  알루미늄의 제법인 홀-에루 공정(Hall-Héroult process)처럼 녹는점을 낮추는 용매로 쓰기도 한다. 용융염 원자로의 냉각재로 이용된다.

## 같이 보기
- 이온성 액체